# 塙町
塙町（日语：／ Hanawa machi */?）是屬福島縣東白川郡的一町。